# Аркадо-кіпрський діалект
Аркадо-кіпрський, або південно-ахейский діалект — діалект давньогрецької мови, на якому говорили жителі Аркадії (центральний Пелопоннес) і Кіпру. Його схожість з мікенською грецькою мовою, відомою по написам лінійним письмом Б, показує, що аркадо-кіпрський діалект є його нащадком. Ймовірно, на прото-аркадо-кіпрському (бл. 1200 до н. е.) говорили ахейці Пелопоннесу до вторгнення дорійців, тому його називають ще південно-ахейським діалектом.
Після появи дорійців частина населення Аркадії переселилася на Кіпр, а решта була ізольована в Аркадських горах. Після краху мікенської цивілізації зв'язок припинився і кіпрський субдіалект став відрізнятися від аркадського. Його письмом аж до III століття до н. е. був кіпрський силлабарій.
Тільки в аркадському письмі використовувалася літера сан, майже до VI століття до н. е. Аркадо-кіпрський діалект зберіг безліч особливостей мікенського, рано загублених в аттичному і іонічному діалектах, напр. звук / w /, що позначався буквою дигамма.